# Те Агбанлен
Те Агбанлен (д/н — 1729) — 1-й ахосу (володар) держави Аджаче в 1688—1729 роках. Домігся незалежності держави, провів політичні та адміністративні реформи.

## Життєпис
Походив зі старшої гілки панівної династії Алладаксону з Великої Ардри. Часто виникає плутанина з першим правителем Малої Ардри (як спочатку називалася держава Аджаче), якого звали так само. Втім Мала Ардра перебувала в залежності від Великої Ардри. Сам Те Агбанлен був сином або іншим родичем Тезіфона, ахосу Великої Ардри.
За невідомих обставин захопив у 1688 році владу в Малій Ардрі: за одними відомостями рід Те Агбанлена I перервався, й тезіфон призначин Те Агбалена Молодшого намісником або хогбону (князем) Малої Ардри. В будь-якому разі той за підтримки португальців звільнився від влади Великої Ардри, а також завдав поразки йоруба з Кету. За легендою йому в перемозі допомогла священна маска вуду Зангбето (ймовірно його нащадки намагалися таким чином закріпити перевагу цього культу над іншими віруваннями). В подальшому став союзником держави Ойо у війні проти Дагомеї та Великої Ардри.
Переніс столицю з Оффри до Аджаче, назвавши свою державу Аджаче Іпо. Також прийняв титул ахосу, зрівнявшись у цьому з Великою Ардрою, знищеною 1724 року Дагомеєю. Помер 1729 року Йому спадкував син Де Якпон.